# William Harward
William Harward DD (falecido em 1589) foi um cónego de Windsor de 1562 a 1589.

## Carreira
Ele foi educado no St John's College, Cambridge, onde se formou BA em 1550, e depois no Queens 'College, Cambridge, onde se formou MA em 1553 e foi Fellow até 1559.
Ele foi nomeado:
- Prebendário de Bursalis em Chichester 1558 - 1560
- Reitor de St Clement Danes 1559 - 1589
- Vigário de Cowfold, Sussex 1560
- Reitor de Shadoxhurst, Kent
- Reitor de Farnham Royal, Buckinghamshire
- Prebendário de Winchester 1581

Ele foi nomeado para a décima segunda bancada na Capela de São Jorge, Castelo de Windsor em 1562, e manteve a posição até 1589.